# フォスフォレッスセンス
「フォスフォレッスセンス」は、太宰治の短編小説。

## 概要
| 初出     | 『日本小説』1947年7月号                        |
| 単行本   | 『太宰治随想集』（若草書房、1948年3月21日）    |
| 執筆時期 | 1947年6月3日口述筆記。のち自筆で書き直される。 |
| 原稿用紙 | 13枚                                           |

編集者の野原一夫の語るところによれば、1947年（昭和22年）5月頃、山崎富栄の部屋で太宰と野原がビールを飲んでいると、雑誌『日本小説』の若い編集者の訪客があった。その日が雑誌の締め切り日にあたっていたが、太宰は一行の原稿も書いていなかった。太宰は「口述でやろう」と編集者に提案し、20分ほどしたのちにゆっくりと喋り始める。口述が終わると筆記された原稿に2、3か所手を入れただけで編集者に渡したという。それが本作品『フォスフォレッスセンス』となった。
山崎富栄の手記に1947年の「6月3日」の項に「日本小説の方達と、私の二階でお話なさる」とあり、日付に関しては山崎の記述が正しいものと推測される。また本作品は太宰の自筆原稿が残っている。のちに太宰が改めて書き直したものと思われる（書き直しの時期は不明）。
題名の「Phosphorescence」は「燐光」の意。文筆家・翻訳家の松本侑子は自著『恋の蛍 山崎富栄と太宰治』（光文社、2009年10月17日）において、「フォスフォレッスセンス」という花は実在しない花だろうと述べている。